# Mutisia tridens
Mutisia tridens là một loài thực vật có hoa trong họ Cúc. Loài này được Poepp. ex Less. mô tả khoa học đầu tiên năm 1832.